# Liste der Monuments historiques in Verrie
Die Liste der Monuments historiques in Verrie führt die Monuments historiques in der französischen Gemeinde Verrie auf.

## Liste der Bauwerke
| Bezeichnung     | Beschreibung              | Standort | Kennzeichnung | Schutzstatus | Datum | Bild           |
| --------------- | ------------------------- | -------- | ------------- | ------------ | ----- | -------------- |
| Kirche St-André | Erbaut im 12. Jahrhundert | (Lage)   | PA00109403    | Inscrit      | 1926  | weitere Bilder |

## Liste der Objekte
- Monuments historiques (Objekte) in Verrie in der Base Palissy des französischen Kultusministeriums